# حمد الحوسنی
حمد الحوسنی (انگلیسی: Hamad Al-Hosani؛ زادهٔ ۱۵ ژانویهٔ ۱۹۸۷) یک بازیکن فوتبال است.